# Seria A polska w rugby (1994)
Seria A polska w rugby (1994) – trzydziesty ósmy sezon najwyższej klasy ligowych rozgrywek klubowych rugby union w Polsce. Tytuł mistrza Polski zdobyła Lechia Gdańsk, drugie miejsce zajęło Ogniwo Sopot, a trzecie AZS AWF Warszawa.

## Uczestnicy rozgrywek
W pierwszej części sezonu Serii A wzięło udział sześć drużyn (te, które zajęły miejsca od pierwszego do szóstego w poprzednim sezonie): Ogniwo Sopot, Lechia Gdańsk, Budowlani Lublin, AZS AWF Warszawa, Budowlani Łódź i Pogoń Siedlce. W rundzie jesiennej stawkę drużyn walczących o udział w Serii A w kolejnym sezonie uzupełniły dwa najlepsze zespoły Serii B tego sezonu: Posnania Poznań i Lotnik Pruszcz Gdański.

## Przebieg rozgrywek
Rozgrywki toczyły się systemem wiosna – jesień. Podzielone były na dwie fazy. W pierwszej sześć drużyn Serii A grało każdy z każdym, mecz i rewanż. Następnie cztery najlepsze zespoły Serii A grały o miejsca 1–4 i mistrzostwo Polski, każdy z każdym, mecz i rewanż, z zaliczeniem wyników uzyskanych wiosną. Z kolei dwie najsłabsze zespoły Serii A i dwa najlepsze zespoły Serii B grały o 5–8 miejsce i Puchar Ligi (każdy z każdym, mecz i rewanż). Drużyny z miejsc piątego i szóstego w kolejnym sezonie grały w Serii A, a z siódmego i ósmego – w Serii B.

### Pierwsza faza
Wyniki spotkań:
|                  | Ogniwo Sopot | Lechia Gdańsk | Budowlani Lublin | AZS AWF Warszawa | Budowlani Łódź | Pogoń Siedlce |
| Ogniwo Sopot     | –            | 0:20          | 28:3             | 32:28            | 25:13          | 51:6          |
| Lechia Gdańsk    | 6:10         | –             | 54:11            | 22:8             | 49:5           | 44:3          |
| Budowlani Lublin | 12:7         | 6:21          | –                | 18:10            | 29:7           | 50:3          |
| AZS AWF Warszawa | 9:7          | 9:38          | 11:10            | –                | 8:3            | 61:6          |
| Budowlani Łódź   | 13:9         | 19:27         | 29:10            | 15:5             | –              | 9:0 (wo)      |
| Pogoń Siedlce    | 3:83         | 3:55          | 0:34             | 6:24             | 15:14          | –             |

Tabela końcowa pierwszej fazy (na zielono wiersze z drużynami, które miały grać o mistrzostwo, a na żółto z drużynami, które miały grać o utrzymanie się w Serii A):
| Pozycja | Drużyna          | Punkty razem | Bilans punktów |
| ------- | ---------------- | ------------ | -------------- |
| 1       | Lechia Gdańsk    | 28           | 336:74         |
| 2       | Ogniwo Sopot     | 22           | 252:113        |
| 3       | Budowlani Lublin | 20           | 183:170        |
| 4       | AZS AWF Warszawa | 20           | 173:157        |
| 5       | Budowlani Łódź   | 18           | 127:77         |
| 6       | Pogoń Siedlce    | 11           | 45:425         |

### Druga faza

#### Rozgrywki o miejsca 1–4 i mistrzostwo Polski
Wyniki spotkań:
|                  | Lechia Gdańsk | Ogniwo Sopot | Budowlani Lublin | AZS AWF Warszawa |
| Lechia Gdańsk    | –             | 22:10        | 27:18            | 34:6             |
| Ogniwo Sopot     | 0:17          | –            | 50:14            | 14:13            |
| Budowlani Lublin | 6:15          | 15:23        | –                | 0:9              |
| AZS AWF Warszawa | 3:13          | 15:19        | 7:6              | –                |

Tabela końcowa:
| Pozycja | Drużyna          | Punkty razem | Bilans punktów |
| ------- | ---------------- | ------------ | -------------- |
| 1       | Lechia Gdańsk    | 46           | 464:117        |
| 2       | Ogniwo Sopot     | 36           | 368:209        |
| 3       | AZS AWF Warszawa | 30           | 226:243        |
| 4       | Budowlani Lublin | 26           | 242:301        |

#### Rozgrywki o miejsca 5–8 i Puchar Ligi
Wyniki spotkań:
|                        | Budowlani Łódź | Pogoń Siedlce | Posnania Poznań | Lotnik Pruszcz Gdański |
| Budowlani Łódź         | –              | 54:0          | 64:22           | 66:7                   |
| Pogoń Siedlce          | 0:9 (wo)       | –             | 3:5             | 17:6                   |
| Posnania Poznań        | 10:15          | 48:3          | –               | 9:0 (wo)               |
| Lotnik Pruszcz Gdański | 8:62           | 10:0          | 0:6             | –                      |

Tabela końcowa (na czerwono wiersze z drużynami, która spadały w kolejnym sezonie do Serii B):
| Pozycja | Drużyna                | Punkty razem | Bilans punktów |
| ------- | ---------------------- | ------------ | -------------- |
| 5       | Budowlani Łódź         | 18           | 270:47         |
| 6       | Posnania Poznań        | 14           | 100:85         |
| 7       | Lotnik Pruszcz Gdański | 8            | 31:160         |
| 8       | Pogoń Siedlce          | 7            | 23:132         |

## Seria B
Równolegle z rozgrywkami Serii A odbywała się rywalizacja w Serii B. Wzięło w niej udział sześć drużyn, a w drugiej fazie dołączyła siódma – Budowlani Olsztyn. Rozgrywki toczyły się w systemie wiosna – jesień, w dwóch fazach, w obu każdy z każdym, mecz i rewanż. Po pierwszej fazie dwie najlepsze drużyny awansowały do rozgrywek o Puchar Ligi. Pozostałe drużyny grały w końcówce sezonu o Puchar Polskiego Związku Rugby.
Tabela końcowa Serii B (na zielono wiersze z drużynami, która awansowały do rozgrywek o Puchar Ligi):
| Pozycja | Drużyna                |
| ------- | ---------------------- |
| 1       | Posnania Poznań        |
| 2       | Lotnik Pruszcz Gdański |
| 3       | Orkan Sochaczew        |
| 4       | Legion Legionowo       |
| 5       | Rugby Klub Kraków 1993 |
| 6       | Czarni Bytom           |

Tabela końcowa Pucharu Polskiego Związku Rugby:
| Pozycja | Drużyna                |
| ------- | ---------------------- |
| 1       | Orkan Sochaczew        |
| 2       | Budowlani Olsztyn      |
| 3       | Czarni Bytom           |
| 4       | Legion Legionowo       |
| 5       | Rugby Klub Kraków 1993 |

## Inne rozgrywki
W finale Pucharu Polski Lechia Gdańsk pokonała Ogniwo Sopot 23:0. W mistrzostwach Polski juniorów zwycięstwo odniosło Ogniwo Sopot, a wśród kadetów Budowlani Łódź. 

## Nagrody
Najlepszym zawodnikiem został wybrany przez Polski Związek Rugby Dariusz Marciniak, a trenerem Jerzy Jumas.